# Т-72Б3
Т-72Б3 — російський основний бойовий танк сімейства Т-72 .
Модифікація Т-72Б3 розроблена як економічна альтернатива основному танку Т-90А до отримання Збройними силами Російської Федерації танків нового покоління, Т-14. Є порівняно простою модернізацією танка Т-72Б, з доведенням деяких параметрів до рівня Т-90А.
В даний час відбувається модернізація Т-72Б3 для заміни наявних Т-72Б; модернізація більш ранніх версій Т-72 до рівня Т-72Б3 неможлива.

## Опис
Т-72Б3 має аналогічне Т-72 класичне компонування, з розміщенням моторно-трансмісійного відділення в кормовій, бойового — в середній, а відділення управління — в лобовій частині машини. Екіпаж танка складається з трьох осіб: механіка-водія, навідника і командира, який також виконує функції заряджальника, який заряджає боєкомплект після витрачання, в автоматі заряджання. Після пострілу автоматично проводиться очищення повітря від газів у бойовому відділенні та викид піддонів від гільз через люк у башті.
Обсяг відділення управління — 2 м³, бойового відділення — 5,9 м³, моторно-трансмісійного відділення — 3,1 м³; разом заброньований обсяг — 11 м³ .
Модернізація Т-72Б до рівня Т-72Б3 коштує 52 млн рублів (1,63 млн доларів США) у цінах 2013 року, з яких 30 млн руб. (0,94 млн дол. США) йде на капітальний ремонт танка, сума, що залишилася, витрачається на придбання нових приладів, обраних замовником.

### Засоби спостереження та зв'язку

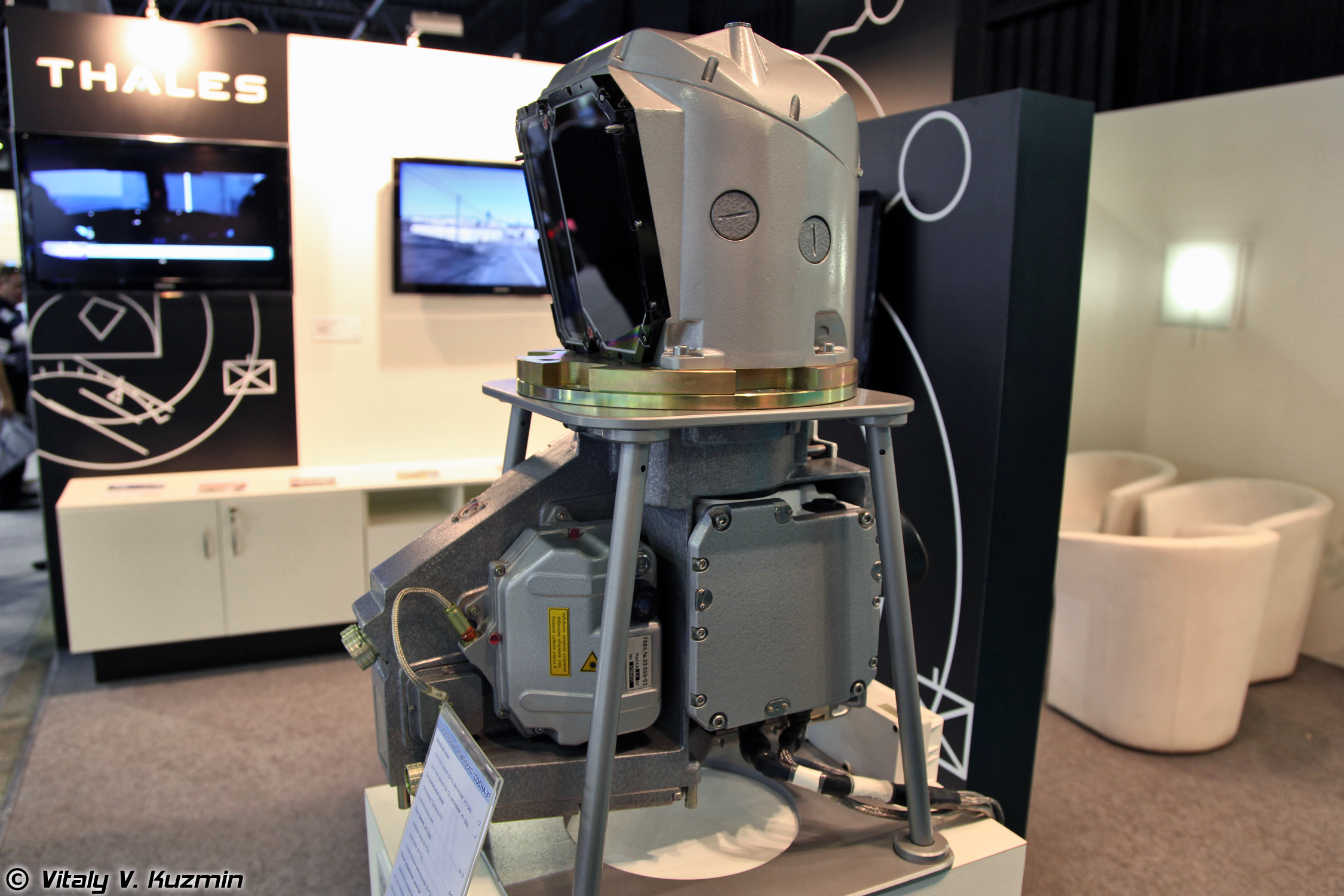
Приціл «Сосна-У»

На танк встановлено багатоканальний приціл ПНМ Сосна-У, розроблений білоруським підприємством ВАТ «Пеленг» що випускається вологодським АТ «ВОМЗ», до складу якого входить автомат супроводу цілі (АСЦ) і тепловізійний канал з камерою Thales Catherine FC. У СУВ залишено приціл ТПД-К1 комплексу 1А40 з танка Т-72Б. Приціл командира танка — ТКН-3МК, що є модернізацією радянського прицілу ТКН-3 із системою «Дубль» і ЕОП 2-го покоління. Механік водій отримав нічний бінокулярний пристрій спостереження ТВН-5.
Система зв'язку складається з радіостанції УКХ діапазону Р-168-25У-2 «Акведук». До її складу включено 2 прийомопередавача. Забезпечує відкритий, замаскований або засекречений (таємний) радіозв'язок. Виробляється Рязанським радіозаводом з 2005 року.

### Ходова та двигун
Гусеничні траки, традиційні для сімейства Т-72, замінені на нові з паралельним шарніром для покращення експлуатаційних характеристик та збільшення ресурсу. На танк встановлюються чотиритактні V-подібні 12-циліндрові багатопаливні дизельні двигуни з рідинним охолодженням В-84-1 потужністю 840 к.с., що забезпечують питому потужність 18,88 к. с. / т.
У 2017 році на модернізовані Науково-виробничою корпорацією «Уралвагонзавод» танки Т-72Б3 почали встановлювати двигун В-92 С2Ф у парі з автоматизованою коробкою перемикання передач, що дозволило суттєво підвищити швидкість заднього ходу.

### Озброєння
Основною зброєю є 125-мм гладкоствольна гармата 2А46М-5 з покращеною балістикою та ресурсом. Завдяки модернізації АЗ, з'явилася можливість використовувати нові «подовжені» бронебійні підкаліберні снаряди типу «Свинец-1/2». Встановлено метеодатчик і сучасний балістичний обчислювач, удосконалено стабілізатор озброєння, введено автомат супроводу цілі (АСЦ), внаслідок чого точність ведення вогню значно зросла порівняно з базовою моделлю. Зенітна кулеметна установка відкритого типу залишилася без змін.

## Зразка 2016 року (Т-72Б3М)
За даними замовлення № 31603190542 «Уралвагонзаводу» в реєстрі закупівель, «Омсктрансмаш» повинен виконати модернізацію Т-72Б до рівня Т-72Б3. За умовами угоди завершення модернізації заплановано до кінця 2016 року. Ціна ремонту — ₽ 2,526 млрд (78,9 млн за танк; $ 1,195 млн, при середньорічному курсі 66 рублів за долар США за 2016 рік). Модернізація танка включає установку:
- прицілів «Сосна-У» та 1А40-4;
- автомата супроводу цілей;
- радіостанції Р-168-25У-2 та комплексу програмно-апаратного АВСКУ;
- гармати типу 2А46М-5-01;
- зенітного кулемету 6П50 «Корд»;
- двигуна В-92С2Ф (1130 к. с.) із системами, що забезпечують його роботу;
- дисплейного комплексу механіка-водія та телевізійної камери заднього огляду;
- гусеничних стрічок з косими ґрунтозачепами та провідних коліс з покращеною очищуваністю;
- бортових екранів корпусу з інтегрованими модулями динамічного захисту типу «Релікт» та гратчастих екранів проєкції МТО корпусу;

Комплектування одиночного ЗІП танка комплекту:
- додаткових модулів динамічного захисту в «м'якому» корпусі, що підвищують стійкість бортової проєкції корпусу до протитанкових кумулятивних засобів, з можливістю їх спорядження та навішування в умовах експлуатації;
- модулів динамічного захисту та решітчастих екранів башти, що підвищують її стійкість до протитанкових кумулятивних засобів та встановлюються замість ящиків ЗІП башти залежно від характеру поставленого завдання.

Також:
- доопрацювання АЗ, що забезпечує використання з виробами С-1 та С-2;
- доопрацювання танків у частині забезпечення протимінної стійкості, на яких зазначений захід не виконано;
- зміни конструкції танків з урахуванням модифікації виробів і років їх випуску, не обумовлених у контракті, не допускаються, крім випадків припинення виробництва та неможливості відновлення штатних комплектуювальних виробів.

У 2019 році фахівцями «Уралвагонзаводу» проведено модернізацію танків Т-72Б3: з них прибрано французькі тепловізори та замінено на російські зразки.

## Модифікації
- Т-72Б3 зр. 2014 — модернізована версія Т-72Б3 для танкового біатлону. Від базової версії відрізняється наявністю панорамного тепловізійного приладу командира, двигуном потужністю 1130 к. с., автоматом перемикання передач та системою управління руху з мовним інформатором критичних режимів роботи вузлів[11].

- Т-72Б3 зр. 2016 — версія з динамічним захистом «Контакт-5» з елементами ЭДЗ 4С23 та бортовий НДЗ на башті з ЭДЗ 4С24[12], гарматою 2А46М-5-01, двигуном В-92С2Ф, автоматизованою коробкою передач, цифровим дисплеєм і телевізійною камерою заднього огляду[13][14][15]. Вперше було представлено громадськості під час військового параду на Красній площі (Росія) 9 травня 2017 року. Цю модель доволі часто позначають як Т-72Б3М[16].
- Т-72Б3 зр. 2022 — танк отримав посилений захист передніх надгусеничних полиць аналогічний танку Т-90М. На маску гармати встановлені блоки динамічного захисту «Контакт-1». Також було додано динамічний захист на башту. Багатоканальна система «Сосна-У» з тепловізором отримала механізм відкриття броньованих шторок замість ручного відкриття шляхом відкручування чотирьох болтів. Також на танку з'явились нові датчики[17]. Деякі танки впродовж 2022—2023 отримували замість «Сосни-У» простіший тепловізійний приціл 1ПН96МТ-02, аналогічно відбувалось і з Т-80БВМ. З 2023 року також додаються протикумулятивні сітки на башті, динамічний захист корми та штатний «мангал». З 2024 року також встановлюються гумотканинні екрани на даху башти[18].

## Бойове застосування
- У листопаді 2014 року компанія Armament Research Services, ґрунтуючись на фотографіях телеканалу «24» та відеосюжеті програми «Вести», опублікувала звіт про використання Т-72Б3 у збройному конфлікті на сході України на боці самопроголошених республік[19].
  - У травні 2015 Bellingcat також опублікував звіт про використання Т-72Б3 у збройному конфлікті зі стороні окупованої території[20].
  - В 2014—2015 українським військовим вдалося знищити як мінімум 4 Т-72Б3 ЗС РФ[21].
  - У червні 2016 The National Interest заявив, що Т-72Б3 «безсумнівно» був доставлений з РФ на територію України[22].
- Весною 2017 року з'явилися свідчення використання Т-72Б3 Сирійською арабською армією[23].
- Влітку 2018 помічені в бойових порядках сирійської армії в районі Голанських висот, що межує з Ізраїлем[24].

### Російське вторгнення в Україну
Т-72Б3 широко застосовується російськими військами під час повномасштабного вторгнення РФ в Україну. Також трофейні Т-72Б3 застосовуються силами ЗСУ.
18 листопада 2023 року до Гельсінкі привезли на загальний огляд у центрі міста підбитий в Україні російський танк Т-72Б3. Танк був підбитий українськими Силами оборони під Києвом на початку повномасштабного вторгнення .
29 вересня 2024 року бійці 15 бригади оперативного призначення Національної гвардії знищили Т-72Б3 за допомогою ПТРК Javelin на Покровському напрямку.
Зафіксовано великі втрати цих танків. Згідно інформації, яку надають редактори сайту Oryx Blog, втрати танків родини Т-72Б3 силами ЗС РФ виглядають наступним чином (станом на 19 липня 2025 року):
|           | Т-72Б3 зр. 2014 | Т-72Б3 | Т-72Б3 зр. 2016 | Т-72Б3 зр. 2022 | Т-72Б3 зр. 2025 | Всього |
| --------- | --------------- | ------ | --------------- | --------------- | --------------- | ------ |
| Знищено   | 2               | 252    | 175             | 86              | 1               | 516    |
| Захоплено | 2               | 76     | 106             | 4               | 0               | 188    |
| Всього    | 4               | 328    | 281             | 90              | 1               | 704    |

## Оцінки
Т-72Б3 зразка 2011 року
Серед нововведень є лише приціл «Сосна-У» і сучасні цифрові системи зв’язку, а також модернізований автомат заряджання (АЗ) для нових снарядів і модернізована гармата 2А46М-5, новий центральний балістичний обчислювач із датчиком погоди, решта обладнання – 30-річної давності від базової моделі.
Відсутні приймачі ГЛОНАСС для визначення місцезнаходження танка екіпажем. Замість нових двигунів В-92С2 (1000 к.с.) встановлено двигуни В-84-1 потужністю 840 к.с. після капітального ремонту. За інформацією Головного автобронетанкового управління, встановлення старих двигунів у танки відбулося через пізнє укладання контракту з «Уралвагонзаводом». Замість сучасного динамічного захисту «Релікт» встановлено старий «Контакт-5».
Танк Т-72М1, призначений для Алжиру за такою ж ціною, оснащений набагато краще. В російському варіанті модернізації електроніка значно відстає від сучасних танків .
Т-72Б3 зразка 2016 року
Т-72Б3, як і всі модифікації Т-72, має вразливість: боєзапас зберігається в автоматі заряджання карусельного типу, який розташований майже впритул до екіпажу, і ці снаряди піддаються детонації при пробитті корпусу танка, що часто призводить до руйнування або відриву башти і загибелі екіпажу, розриваючи танк зсередини.

## Оператори
- Росія:
  - Сухопутні війська — 470 одиниць Т-72Б3/Б3М на озброєнні, станом на 2025 рік[32].
  - Повітряно-десантні війська — 50 одиниць Т-72Б3/Б3М на озброєнні, станом на 2025 рік[33].
  - Берегові війська ВМФ — 100 одиниць Т-72Б3/Б3М, станом на 2024 рік (не згадуються у звітах The Military Balance 2025)[34].
- Білорусь: 20 одиниць Т-72Б3 зр. 2016 на озброєнні, станом на 2025 рік[35][36][37].
- Сирія: деяка кількість, станом на 2017 рік[23].
- Україна: точна кількість трофейних Т-72Б3, які перебувають на озброєнні ЗСУ невідома. Не менше 186 одиниць трофейних танків, станом на листопад 2024 рік[38]. В квітні 2024 року було підтверджене захоплення Т-72Б3М з «супер РЕБом»[39].

## Галерея

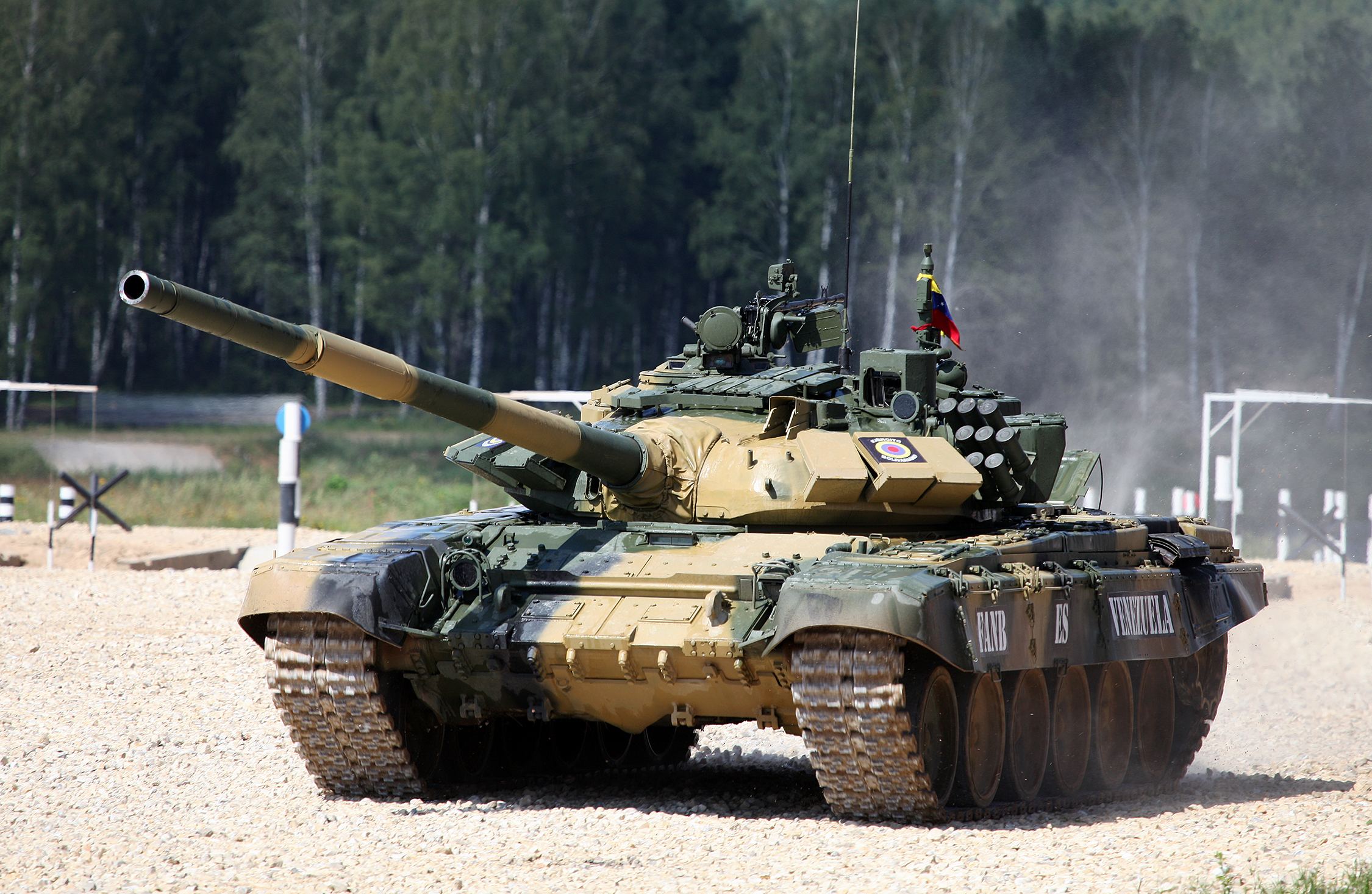
Т-72Б3 зразка 2011 року
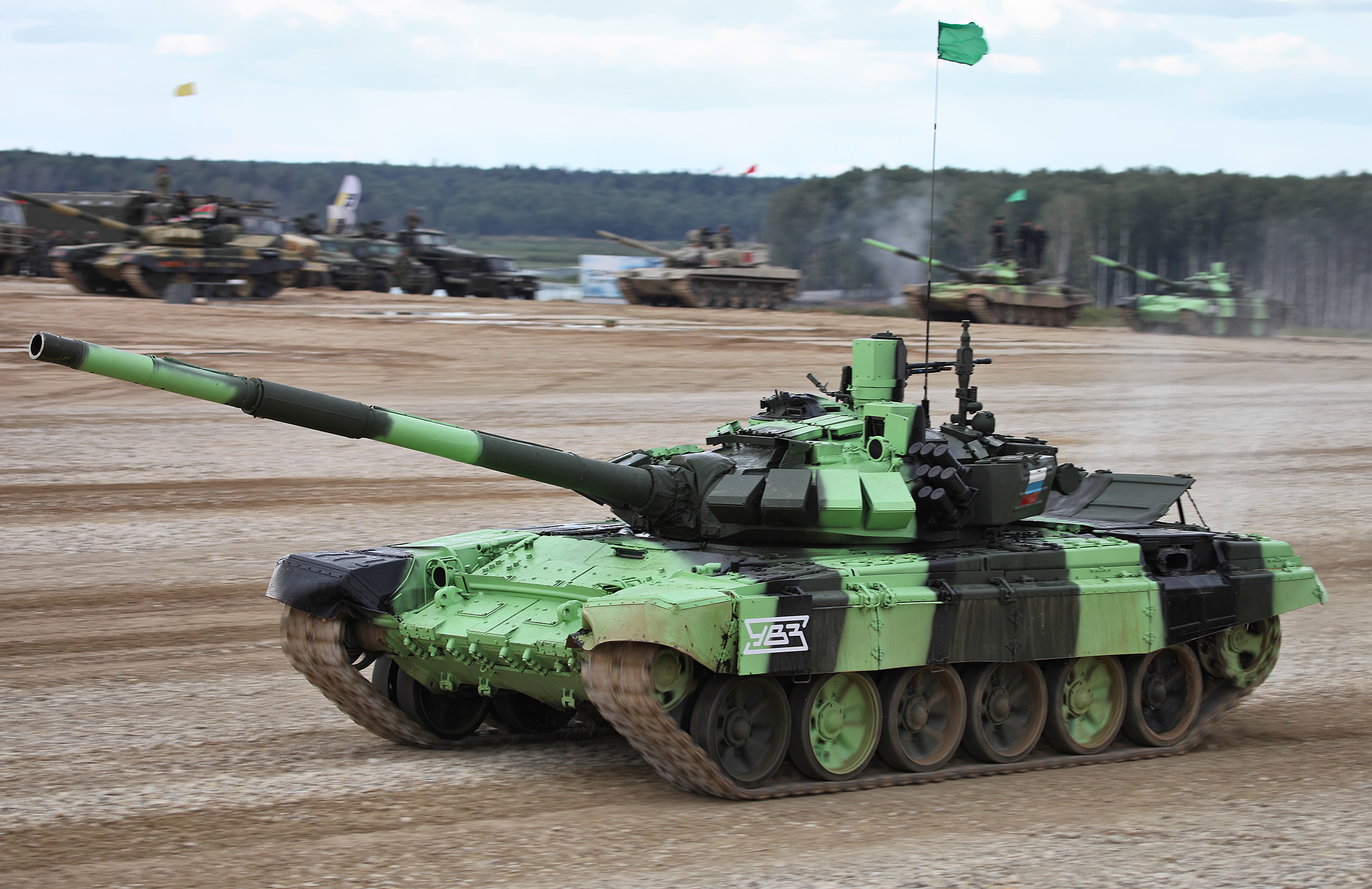
Т-72Б3 зразка 2014 року
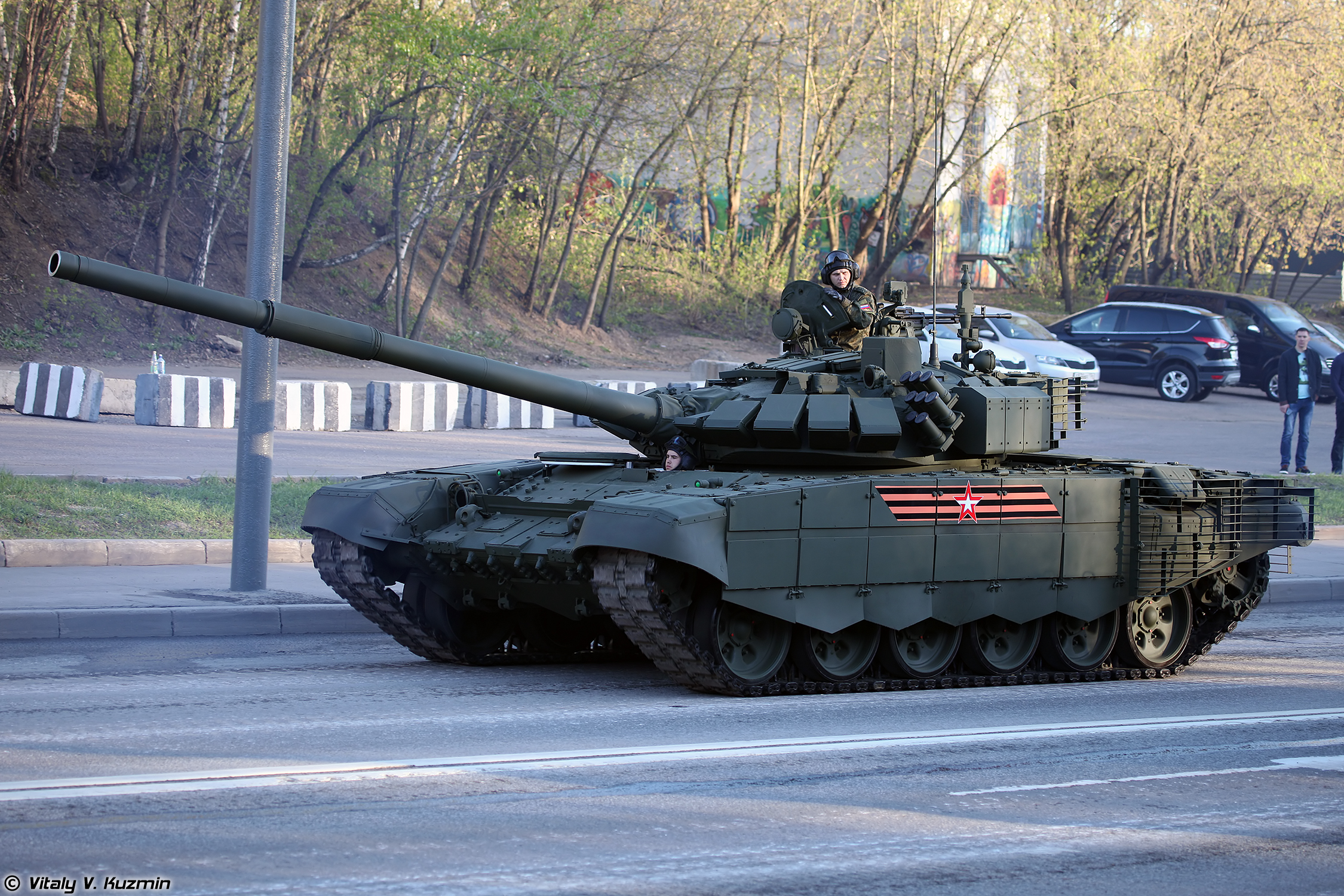
Т-72Б3 зразка 2016 року (т. зв. Т-72Б3М)
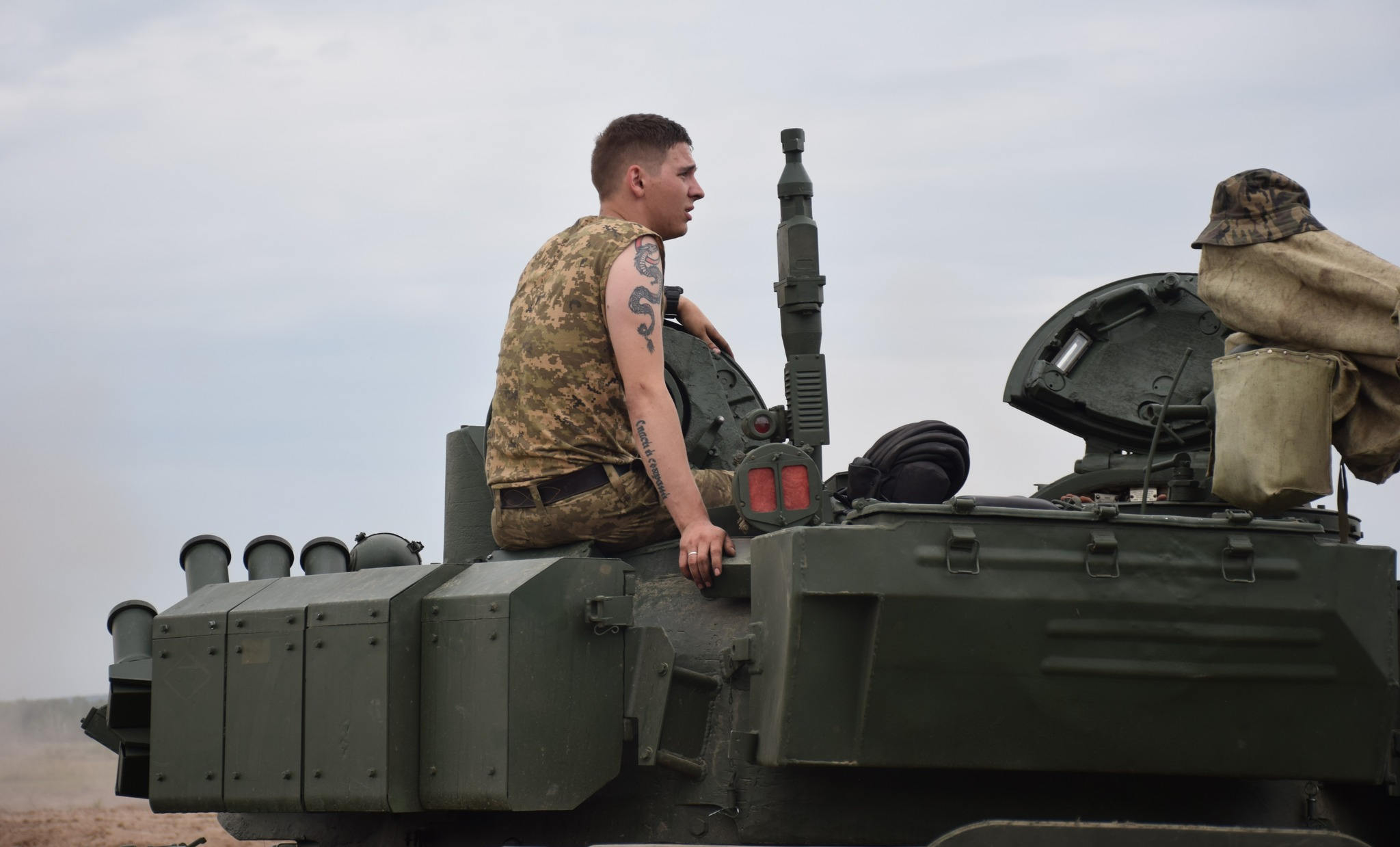
Трофейний Т-72Б3М в 24 ОМБр, 2022
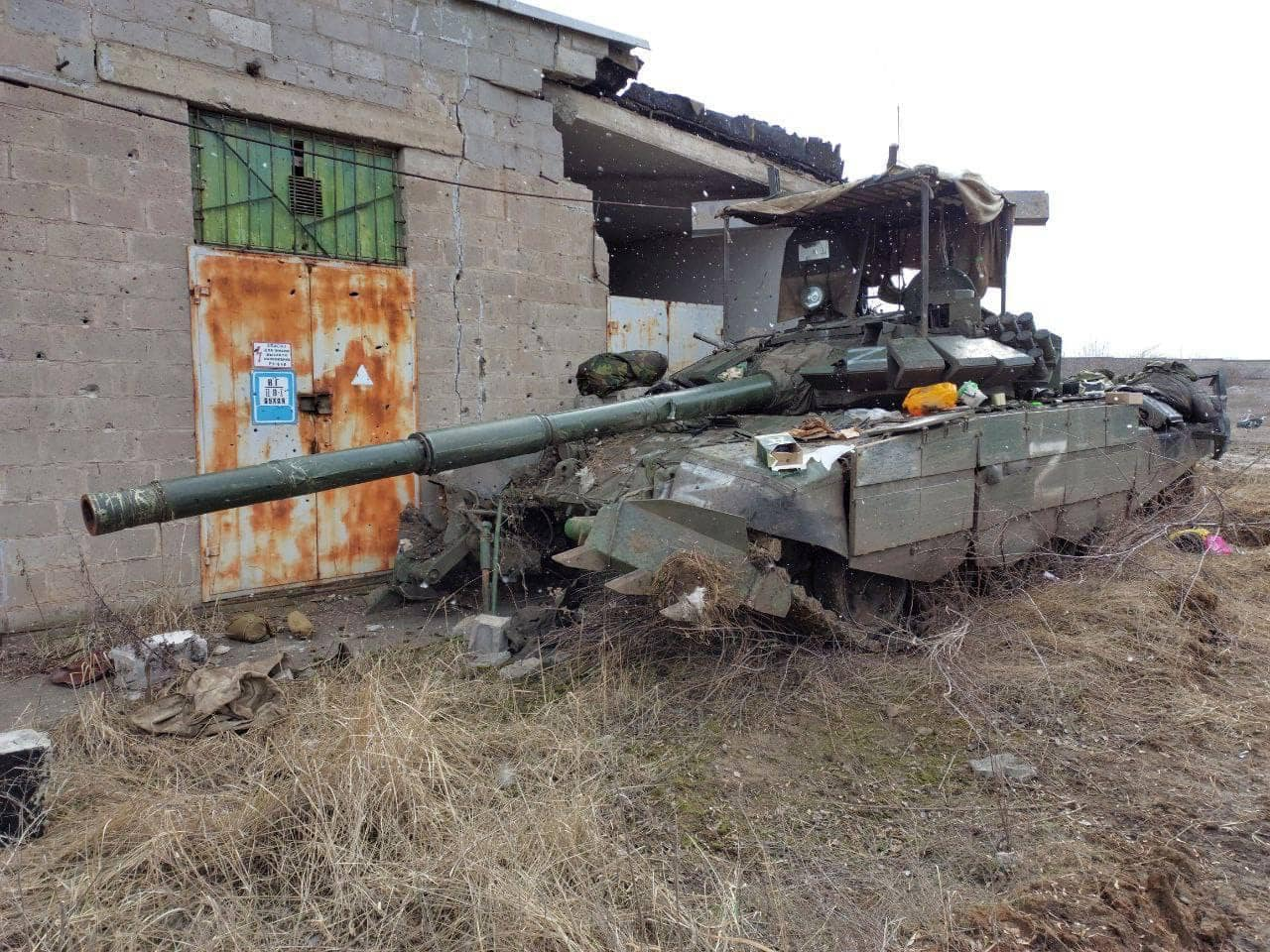
Підбитий в Маріуполі Т-72Б3М